# NGC 6988
NGC 6988 é uma galáxia espiral (S) localizada na direcção da constelação de Delphinus. Possui uma declinação de +10° 30' 30" e uma ascensão recta de 20 horas, 55 minutos e 48,9 segundos.
A galáxia NGC 6988 foi descoberta em 15 de Agosto de 1863 por Albert Marth.